# Vùng gen khởi động

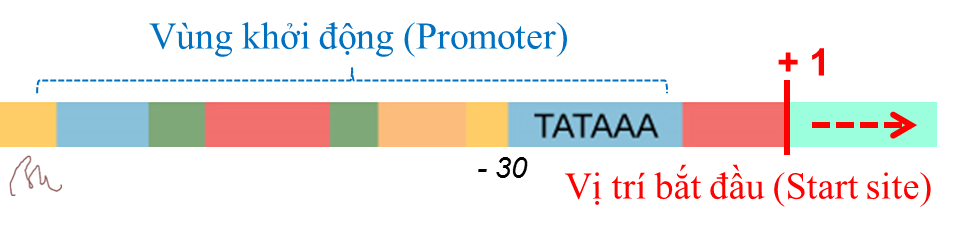
Hình 1: Vị trí chung của vùng khởi động ở sinh vật nhân thực.

Vùng gen khởi động  là trình tự các nuclêôtit của DNA cho phép một gen có thể tiến hành phiên mã tạo ra phân tử RNA. Trong sinh học, thuật ngữ này thường được gọi là vùng khởi động, dịch từ nguyên gốc tiếng Anh: promoter (phát âm Quốc tế: /prəˈmoʊtər/) là vị trí mà enzym RNA-pôlymeraza bám vào để tiến hành phiên mã.

## Các thành phần của vùng khởi động
- Phần lõi (Core) vùng khởi động
  - Vị trí khởi đầu phiên mã (TSS)
    - vị trí khoảng -35 tính ngược dòng về thượng nguồn gen, từ vị trí bắt đầu phiên mã là +1 (xem hình 1).

  - Vị trí bám của RNA polymerase
    - RNA-polymerase I: phiên mã gene mã hóa cho RNA ribosome
    - RNA-polymerase II: phiên mã gene mã hóa cho mRNA và một số RNA nhân nhỏ
    - RNA-polymerase III: phiên mã gene mã hóa cho RNA vận chuyển và những RNA nhỏ khác

  - Ví trí bảm của các nhân tố phiên mã
- Phần cận biên (Proximal) vùng khởi động
  - vị trí khoảng -250
  - Điểm bám của một số nhân tố phiên mã đặc biệt
- Phần ngoại biên (Distal) vùng khởi động
  - ví trí xa hơn ở phía thượng nguồn (upstream) (ngoại trừ enhancer hoặc các vùng điều hòa không phụ thuộc vị trí và chiều)
  - Điểm bám của một số nhân tố phiên mã đặc biệt

Vùng khởi động là những nhân tố quan trọng phối hợp với enhancer, silencer, nhân tố liên kết trong việc quyết định mức độ biểu hiện của một gene nhất định.

## Trình tự vùng khởi động

### Ở nhân sơ (Prokaryote)
Ở sinh vật nhân sơ (prokaryote), vùng khởi động chứa hai đoạn trình tự ngắn tại vị trí -10 và -35 thượng nguồn của gene, nghĩa là phía trước gene theo chiều phiên mã. Trình tự tại -10 được gọi là Hộp Pribnow và thường chứa sáu nucleotide TATAAT. Hộp Pribnow là tối cần thiết để khởi động quá trình phiên mã ở prokaryote. Ngoài ra, trình tự -35 thường chứa 6 nucleotde là TTGACA cho phép gene được phiên mã với tần số cao.
<-- upstream downstream -->
```
5'-XXXXXXXPPPPPXXXXXXPPPPPPXXXXGGGGGGGGGGGGGGGGGGGGGGGGGGGGGGGGGGGGGGGGGGGGGGGGGGGGGXXXX-3'
           -35       -10       Gene to be transcribed
```

- Tần số xuất hiện nucleotide ở mỗi vị trí
  - Vị trí -10

```
 T    A    T    A    A    T
77%  76%  60%  61%  56%  82%
```

- - Vị trí -35

```
 T    T    G    A    C    A
69%  79%  61%  56%  54%  54%
```

### Ở nhân thực (Eukaryote)
Vùng khởi động (promoter) của sinh vật nhân thực (eukaryote) thường rất đa hình và khó xác định. Chúng thường nằm ở thượng nguồn của gene và có thể có các yếu tố điều hòa nằm cách điểm khởi đầu phiên mã vài kilobase. Ngoài ra, phức hệ phiên mã cũng có thể uốn cong phân tử DNA tạo điều kiện đưa các vùng điều khiển ở xa tiến lại trong không gian. Nhiều vùng khởi động của eukaryote (không phải tất cả) chứa hộp TATA liên kết với Protein bám hộp TATA có chức năng hỗ trợ việc hình thành phức hệ phiên mã của RNA polymerase. Hộp TATA thường nằm khá gần vị trí khởi đầu phiên mã (trong khoảng 50 base).
Trình tự điều hòa vùng khởi động của eukaryote thường liên kết với các protein gọi là nhân tố phiên mã. Những protein này tham gia vào việc tạo thành phức hệ phiên mã. Ví dụ hộp E (trình tự CACGTG), liên kết với nhân tố phiên mã trong họ protein xoắn vòng xoắn kiềm (bHLH) (vd. BMAL1-Clock, cMyc).
Xem thêm Michael Levine and Robert Tjian. "Transcription regulation and animal diversity". Nature 424, 147 - 151 (10 July 2003)
 Lưu trữ ngày 22 tháng 1 năm 2007 tại Wayback Machine

## Động lượng liên kết
Động lượng của phản ứng liên kết giữa vùng khởi động (promoter, dưới đây kí hiệu là P) đối với yếu tố sigma - RNAP (dưới đây kí hiệu là R) là một quá trình gồm 2 bước:
1. R+P ↔ RP(đóng). K = 10E7
2. RP(đóng) --> RP(mở). K = 10E-2

## Sử dụng từ "vùng khởi động"
Khi nói đến vùng gen khởi động, một số tác giả nhắc đến " vùng khởi động + vùng vận hành"